# تريبانو
تريبانو (بالإيطالية: Tribano)‏ هي بلدية في مقاطعة باذوة في منطقة فنيتة الإيطالية، وتقع على بعد 45 كيلومترًا (28 ميلًا) جنوب غرب البندقية، و20 كيلومترًا (12 ميلًا) جنوب باذوة.